# Miss Hélium
Miss Hélium est un groupe de techno-punk français, originaire du département des Alpes-Maritimes. Miss Hélium deviendra à la fin des années 2000 l'une des figures de la scène techno alternative en France et en Europe réalisant de nombreux concerts dans des freeparties, des festivals (BetiZFest), des squats ou des manifestations de rue.

## Biographie
En janvier 2002, Miss Hélium se compose du guitariste Ticho et du « machiniste » et chanteur Tof. Ticho faisait partie du groupe de punk rock Zarbi Band, et du groupe de celtic core LTS. Tof était issu de MXP (techno indus) et du groupe Le Poulailler (théâtre punk). Avant de former Miss Hélium en 2002 avec Pascal, Tof collabore avec Loran (des Bérurier Noir) afin d'enregistrer l'album Le Poulailler en 2000. Tof devient ensuite le machiniste, auteur et chanteur de Miss Hélium.
En octobre 2002, le groupe change de guitariste avec l'arrivée de Pascal, membre des Béruriers (groupe qui devient plus tard Bérurier Noir), de Zarbi Band (punk rock) et de LTS (celtic core). Rapidement, le groupe commence à voyager de ville en ville en France puis en Europe. Avec un fort succès relayé par le bouche à oreille et un certain goût pour la vie nomade du mouvement des teufeurs, le groupe est amené à donner des concerts dans de nombreuses régions d'Europe comme en Suisse, en Belgique, aux Pays-Bas, en Allemagne, en Pologne, en Slovénie, en Croatie, en Bosnie-Herzégovine, en Serbie, au Monténégro ou en Espagne. Fortement engagé, le groupe joue régulièrement pour des concerts militants où ils sont invités : par exemple lors de manifestations anti-G8 ou de fêtes de rue.
En 2004, une seconde guitare intègre le groupe, Tournesol, membre d'Okosystem, qui cèdera sa place, en 2006, à Sty, membre de Scramble (ex-In Vitro et Stygmate). Cette même année, ils auto-produisent et publient un premier album studio intitulé Vive la sporulation!,. En 2005, ils se relaient avec d'autres groupes pour fêter les deux ans d'existence de l'hébergeur gratuit dédié aux punks, Propagande.org.
Le 10 novembre 2008, ils jouent notamment aux côtés de Parabellum à Paris. Courant la même année, après plus de 350 concerts, dont un dernier au festival Karnavage le 7 juin 2008, Tof annonce une longue pause de Miss Hélium. Un retour est prévu pour 2009 ou 2011, mais il n'en est rien.

## Style musical et image
Le style musical du groupe est un mélange de techno hardcore et de punk 'n' roll psychédélique. Pour Metal France, le groupe « se balade entre les scènes punk, métal-indus, ou celle des free parties. » Miss Hélium s'inscrit dans le mouvement des logiciels libres et de la licence libre et disponible sur le site Internet de Diogène, le label d'édition libre ayant édité l'album Vive la sporulation. Les titres sont aussi disponibles sur Dogmazic.

## Discographie

### Albums studio
- 2004 : Vive la sporulation! (autoproduction sous le label Diogène.ch)

### Splits et démos
- 2002 : First Live (CD-R ; autoproduction)
- 2003 : Démo 2.0 (CD-R ; autoproduction)
- 2003 : Split LP 2 titres avec Alif Sound System (Kurva Records)

### Apparitions
- 2004 : Uzac (avec le morceau La Star du système)
- 2004 : Les Oreilles loin du front! (avec le morceau Tolérance zéro)
- 2005 : Attaque la banque, Le Keupon voyageur
- 2007 : Tribute to Ludwig Von 88 (avec le morceau Tuez les tous!)
- 2011 : Pirate-Punk.net Volume 1  (avec la chanson Attaque la banque)